# 卡爾圖濟縣

54°20′N 18°12′E / 54.333°N 18.200°E
卡爾圖濟縣（波蘭語：Powiat kartuski），是波蘭的縣份，位於該國北部，由濱海省負責管轄，首府設於卡爾圖濟，面積1,120平方公里，2006年人口109,311，人口密度每平方公里98人。